# 周鍾瑄

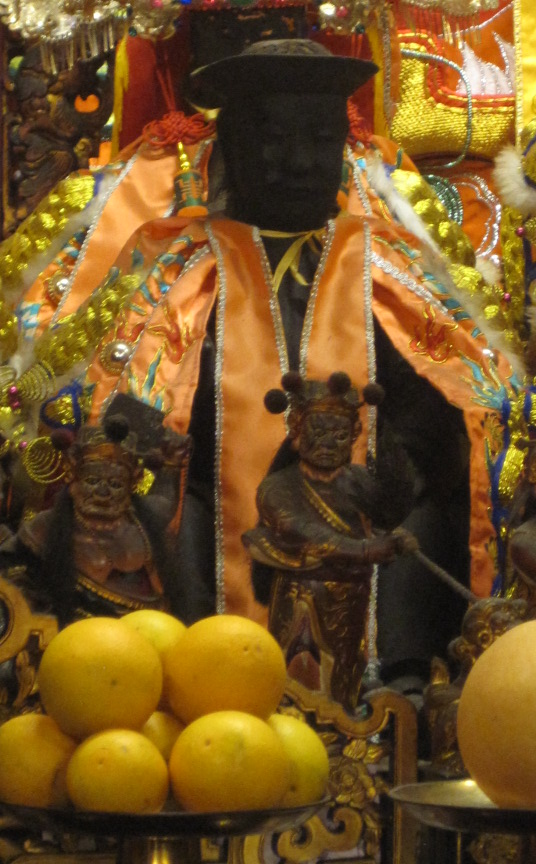
嘉義城隍廟所供奉的周鍾瑄神像。

周鍾瑄（1671年—1763年），字宣子，貴州貴（今貴陽花溪）人，祖籍江西廬陵，清朝官員，名士周漁璜族叔。
康熙三十五年（1696年）鄉試第二名舉人。康熙五十一年（1712年）任福建省邵武縣知縣。康熙五十三年（1714年）至康熙五十八年（1719年）任臺灣府諸羅縣知縣（康熙五十四年到職），任內曾負責主修《諸羅縣志》，去職後民眾感念其德政，於龍湖巖祭祀其肖像。康熙六十一年（1722年）任臺灣縣知縣。任內周鍾瑄頗有治績，廣造糧倉、埤圳，以利農業。
雍正二年（1724年）滿巡台御史禪濟布，彈劾鍾瑄「加徵耗穀」。雍正七年（1729年）欽差大臣史貽直以貪贓罪判處鍾瑄絞刑，後被清世宗赦免。最後官至荊州府知府。

## 著作
- 《諸羅縣志》/序